# Застава Гватемале
Застава Гватемале је подељена вертикално на три дела небеско плаве и беле боје. Бела пруга између две плаве одражава чињеницу да се Гватемала налази између два окена, Пацифика и Атлантског океана. Бела је такође симбол чистоће.
Застава потиче од заставе Уједињених провинција Централне Америке која се састојала од хоризонталних пуга плаве боје.
У центру заставе се налази Грб Гватемале на којем се налази национална птица дугорепи квецал као симбол слободе. Осим тога на грбу видимо и пергамент са датумом 15. септембар 1821. када је ова земља добила независност од Шпаније. Укрштене пушке су симбол спремности ове земље да се брани силом ако је то потребно, круна је симбол победе а укрштени мачеви симбол части.
Ова се застава користи од 1871. године.
- Цивилна застава Гавтемале
- Стандарта председника Гватемале
- Стандарта потпредседника Гватемале
- Стандарта председника Конгреса Гватемале
- Стандарта председника Врховног суда Гватемале
- Застава Гватемале
1825-1838(унутарУједињених провинција Центроамерике)
- Застава Гватемале
1838-1843
- Застава Гватемале
1843-1851
- Застава Гватемале
1851-1858
- Застава Гватемале
1858-1871